# Parallelia leucogramma
Parallelia leucogramma är en fjärilsart som beskrevs av George Francis Hampson 1913. Parallelia leucogramma ingår i släktet Parallelia och familjen nattflyn. Inga underarter finns listade i Catalogue of Life.